# Bittor Arana
Víctor Arana Bilbao (Bilbao, 3 de mayo de 1943 - 1 de enero de 2004), conocido como Bittor Arana, fue un trabajador vasco que militó en Euskadi Ta Askatasuna (ETA) en los años 1960.

## Biografía
Tabajaba como montador cuando se integró en 1968 en ETA. Previamente en 1965 había sido multado con 2.000 pesetas por gritar "Gora Euskadi". Tras una intensa actividad en Vizcaya, el 9 de abril de 1969 fue gravemente herido en el estómago en una emboscada de la Policía Armada cuando, junto con Mario Onaindia, Josu Abrisketa y Mikel Etxebarria, se disponía a entrar en un piso franco de la calle Artekale de Bilbao. Como consecuencia de los disparos de la policía se le tuvo que extirpar parte del intestino. Fue juzgado por la autoridad militar en el proceso de Burgos de 1970, siendo condenado a setenta años de prisión por rebelión militar, terrorismo y tenencia ilícita de armas. Fue conducido a la prisión gaditana de Puerto de Santa María, donde estuvo casi dos años, y después a la de Segovia.
El 5 de abril de 1976 se escapó de la prisión junto a veintiocho presos más en la célebre fuga de Segovia. Fue detenido por la Guardia Civil al día siguiente, mientras trataba de llegar a la Baja Navarra por Valcarlos. Se le envió al hospital penitenciario de Carabanchel, desde donde fue trasladado a la prisión de Cartagena. Durante su vida carcelaria fue sancionado con casi un año de celdas de castigo y varios meses de régimen especial.
Fue liberado el 6 de abril de 1977, tras la amnistía decretada por el gobierno de Adolfo Suárez. Desde entonces fue un militante de base de Comisiones Obreras y no participó en política activa.

## Enlaces
- Ainhoa Arozamena Ayala. «Víctor Arana Bilbao». Enciclopedia Auñamendi Eusko Entziklopedia. Fondo Bernardo Estornés Lasa. Euskomedia.

- Datos: Q744852